# Aldo Mieli
Pour les articles homonymes, voir Mieli.
 (mars 2024).
La mise en forme du texte ne suit pas les recommandations de Wikipédia : il faut le « wikifier ».
Les points d'amélioration suivants sont les cas les plus fréquents. Le détail des points à revoir est peut-être précisé sur la page de discussion.
- Les titres sont pré-formatés par le logiciel. Ils ne sont ni en capitales, ni en gras.
- Le texte ne doit pas être écrit en capitales (les noms de famille non plus), ni en gras, ni en italique, ni en « petit »…
- Le gras n'est utilisé que pour surligner le titre de l'article dans l'introduction, une seule fois.
- L'italique est rarement utilisé : mots en langue étrangère, titres d'œuvres, noms de bateaux, etc.
- Les citations ne sont pas en italique mais en corps de texte normal. Elles sont entourées par des guillemets français : « et ».
- Les listes à puces sont à éviter, des paragraphes rédigés étant largement préférés. Les tableaux sont à réserver à la présentation de données structurées (résultats, etc.).
- Les appels de note de bas de page (petits chiffres en exposant, introduits par l'outil «  Source ») sont à placer entre la fin de phrase et le point final[comme ça].
- Les liens internes (vers d'autres articles de Wikipédia) sont à choisir avec parcimonie. Créez des liens vers des articles approfondissant le sujet. Les termes génériques sans rapport avec le sujet sont à éviter, ainsi que les répétitions de liens vers un même terme.
- Les liens externes sont à placer uniquement dans une section « Liens externes », à la fin de l'article. Ces liens sont à choisir avec parcimonie suivant les règles définies. Si un lien sert de source à l'article, son insertion dans le texte est à faire par les notes de bas de page.
- La présentation des références doit suivre les conventions bibliographiques. Il est recommandé d'utiliser les modèles {{Ouvrage}}, {{Chapitre}}, {{Article}}, {{Lien web}} et/ou {{Bibliographie}}. Le mode d'édition visuel peut mettre en forme automatiquement les références.
- Insérer une infobox (cadre d'informations à droite) n'est pas obligatoire pour parachever la mise en page.

Pour une aide détaillée, merci de consulter Aide:Wikification.
Si vous pensez que ces points ont été résolus, vous pouvez retirer ce bandeau et améliorer la mise en forme d'un autre article.
Aldo Mieli, né à Livourne en Italie le 4 décembre 1879 et mort à Florida en Argentine, le 16 février 1950, est un historien des sciences italien ainsi qu'un précurseur du mouvement de libération homosexuelle. Son action comme organisateur a permis de structurer la discipline de l'histoire des sciences, notamment en tant que fondateur et directeur de la revue Archeion puis en tant que fondateur et premier Secrétaire perpétuel de l'Académie internationale d'histoire des sciences.

## Biographie
Né au sein d'une famille juive de propriétaires terriens, Mieli obtient son diplôme de chimiste à Pise. Il participe brièvement au mouvement socialiste italien, idéologie à laquelle il adhérera jusqu'à sa mort. Par la suite, il déménage à Leipzig puis à ⁣⁣Rome⁣⁣, là où il devient instituteur universitaire en 1908. Pendant cette période, il dispense quelques cours à la La Sapienza et s'impliquera dans diverses revues scientifiques en tant que contributeur et organisateur.

### Période italienne
En 1919, il fonde une première revue, Archives d'histoire des sciences (Archivio di storia della scienzia en italien). Cette revue, il la renommera Archeion puis deviendra Archives internationales d'histoire des sciences, demeurant encore une revue de référence. En 1921, Mieli fondera et deviendra directeur d'une deuxième publication, la "Revue d'études sexuelles" (Rassegna di studi sessuali), ainsi qu'une "Société Italienne pour l'étude des questions sexuelles" (Società italienne per le studio delle questioni sessuali). La Rassegna, unique lieu de débat caractérisé par son traitement rigoureux d'une sexologie naissante qui demeuraient largement tabou, voit de nombreux articles ou Mieli défend de la tolérance sexuelle, le divorce, l'éducation sexuelle dans les écoles, la contraception, l'avortement et la prostitution. Il rassemblera des contributeurs spécialistes en santé publique ou dès que Magnus Hirschfeld, organisateur du congrès de 1928 de la Ligue mondiale pour la réforme sexuelle, auquel Mieli participe. Elle se différencie de publications simultanées comme la française Akademos ou la revue allemande Der Eigene puisceque, contrairement à celles-ci, la Rassegna ne portait pas sur des questions culturelles, mais avait une visée scientifique.

### Période française
En 1928, inquiet pour l'évolution de la situation politique en Italie et se considérant ciblé par les autorités, possiblement en raison de son activité politique passée et de son homosexualité, il quitte l'Italie pour la France pour ne plus jamais y retourner. Son appartement à Rome est par la suite l'objet d'une perquisition, six mois plus tard, en raison de suspicions de servir d'entrepôt de propagande anti-fasciste. C'est à partir de son départ qu'il va abandonner son rôle en tant que directeur de la Rassegna pour se consacrer complétement à l'histoire de la chimie et des sciences. Il rejoint le Centre international de synthèse d'Henri Berr avec un poste permanent qu'il échange contre son exceptionnelle bibliothèque, ramenée de Rome. En tant que directeur de la section d'histoire des sciences et des techniques, il collabore avec des historiens tels que Hélène Metzger et Pierre Brunet. C'est pendant cette période qu'il sera auteur de la fondation du "Comité de sciences historiques", qu'il fera d'Arqueion, qu'il continue de faire imprimer à Rome, la publication officielle du Comité. Nommé "secrétaire perpétuel", Mieli mobilise son large réseau de bonnes relations avec des historiens des sciences tels que George Sarton pour organiser des successifs "Congrès des sciences historiques" et développer les activités du comité, dont le nom changera en Académie internationale d'histoire des sciences en 1931. Il aura un rôle central à l'heure de trouver des premiers membres de l'Académie. Son siège situé dans les locaux du 12 Rue Colbert qu'Henri Berr destine à l'Académie.

### Période argentine
Inquiet face à la possibilité d'une guerre contre l'Allemagne, Mieli s'exile encore une fois en Argentine en 1938, là où il compte avec des contacts tels que Julio Rey Pastor. Il arrivera en Amérique extrêmement affaibli par une maladie contractée pendant le voyage. Par la suite, il sera enseignant à l'Université del Litoral jusqu'à devoir abandonner son poste en raison de la censure du gouvernement qui prend le pouvoir à partir du coup de 1943. Ayant considéré puis rejeté l'idée de s'exiler encore une fois, il se consacrera à l'écriture d'articles et ouvrages. Associé à José Babini et avec le support de divers mécènes, il aura à publier des ouvrages d'histoire des sciences avec une approche plus accessible au grand public, qui lui serviront comme moyen de subsistance. Il déclarera son objectif vital d'écrire un manuel qui rassemblerait une histoire complète des sciences, depuis l'Antiquité à la modernité. Il avait déjà tenté de créer une telle compilation en Italie, puis en France, mais il n'achèvera jamais le projet de l'achever en espagnol. À partir de 1946, l'Académie reprend son activité, mais Mieli ne reprendra pas ses fonctions de secrétaire perpétuel, qui sont assurées par Pierre Brunet. Il souffrira d'une surdité qui, tout comme son état de pauvreté et réclusion, contribuent à un isolement croissant. Il meurt à Florida le 16 février 1950.